# Mia Jexen
Mia Nielsen-Jexen (* 9. März 1984 in Hellerup) ist eine dänische Schauspielerin.

## Leben
Mia Jexen wuchs im Kopenhagener Vorort Hellerup auf. In ihrer Schulzeit verbrachte sie als Austauschschülerin ein Jahr in Nottingham.
Nach ihrem Schulabschluss absolvierte sie von 2000 bis 2004 ihre Schauspielausbildung an der Staatlichen Theaterhochschule in Kopenhagen. Ihr Bühnendebüt als Darstellerin hatte sie im Jahr 2004 am Folketeatret. Als Bühnendarstellerin wirkte sie an verschiedenen Theaterhäusern in mehreren Theaterstücken und Musicals mit. Seit dem Jahr 2000 hat Jexen als Schauspielerin vor der Kamera in mehr als 20 Film-und-Fernsehproduktionen mitgewirkt. Zudem wirkte sie im dänischen Fernsehen in einigen Werbespots mit. In der britischen Krimiserie Fortitude spielte Jexen an der Seite von Michael Gambon, Sofie Gråbøl und Dennis Quaid. Mia Jexen ist Mitglied im dänischen Schauspielverband.
Mia Jexen heiratete im März 2021 nach zwölfjähriger Partnerschaft ihren Lebensgefährten Malthe Fischer. Das Ehepaar hat einen Sohn sowie auch Zwillingstöchter und lebt in Kopenhagen.

## Filmografie (Auswahl)
- 2000: Jul pa Kronborg (Fernsehserie, 3 Folgen)
- 2007–2009: 2900 Happiness (Fernsehserie, 137 Folgen)
- 2011: Klassefesten
- 2011: Nordlicht – Mörder ohne Reue (Fernsehserie, 2 Folgen)
- 2013: Gefährliche Gedanken
- 2013: Dual
- 2014: Natten er ung (Kurzfilm)
- 2015–2018: Fortitude (Fernsehserie, 24 Folgen)
- 2017: Kommissar Maigret (Fernsehserie, 1 Folge)
- 2018: Eine Rose im Winter
- 2019: Follow the Money (Fernsehserie, 8 Folgen)